# Velké Poříčí
Velké Poříčí (in tedesco Groß Poric) è un comune mercato della Repubblica Ceca facente parte del distretto di Náchod, nella regione di Hradec Králové.